# Daïra de Brida
La daïra de Brida est une circonscription administrative algérienne située dans la wilaya de Laghouat. Son chef-lieu est situé sur la commune éponyme de Brida.

## Géographie

### Localisation
|                   | Gueltet Sidi Saâd    |       |
| Gueltet Sidi Saâd | daïra de Brida       | Aflou |
|                   | El Ghicha, Aïn Mahdi |       |

## Communes
La daïra regroupe les trois communes de Brida, Hadj Mechri et Taouila.